# 社会科学哲学
社会科学哲学是科学哲学的一个分支，即將一些哲學概念以及哲學研究方法引入社會科學中。社会研究者在研究社會問題時會將社會問題與本体论、認識論結合起來。